# نوتوایلر
نوتوایلر (به آلمانی: Nothweiler) یک شهر در آلمان است که در زودوستپفالتس واقع شده‌است. نوتوایلر ۱۷۵ نفر جمعیت دارد.